# 1799
1799 (MDCCXCIX) fue un año común comenzado en martes según el calendario gregoriano.

## Acontecimientos
- 9 de enero: Se impone el primer impuesto a la renta, en Inglaterra.
- 25 de enero: Un terremoto de 6,5 sacude Francia.
- 1 de marzo: La escuadra combinada de rusos y turcos toma Corfú y algunas islas más del Mar Jónico a los franceses.
- 15 de julio: Se descubre la Piedra de Rosetta en Egipto, que permitirá descifrar los jeroglíficos egipcios.
- 9 de noviembre: Napoleón derriba el Directorio, establece el Consulado y se convierte en primer cónsul.
- 15 de diciembre: bendición del Santuario de Cotoca en la ciudad del mismo nombre, ubicada en el actual departamento de Santa Cruz, Bolivia.
- Carl Friedrich Gauss establece el teorema fundamental del álgebra.

## Música
- Beethoven - Compone la Sonata para piano "Pathétique" en Do menor op. 13.
- Haydn - Compone Cuartetos para arcos op. 76.

## Nacimientos

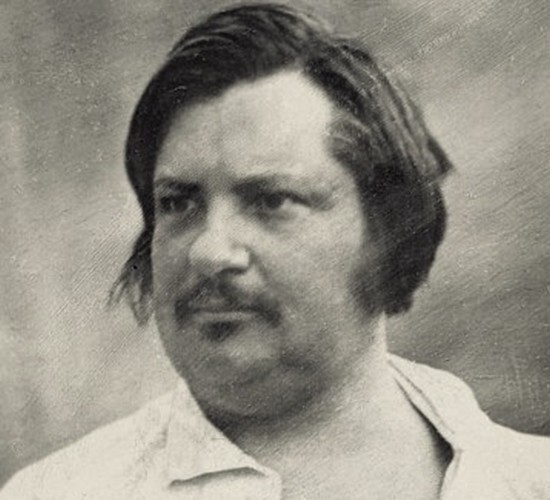
El escritor francés Honoré de Balzac nació el 20 de mayo.

- 4 de febrero: João Baptista da Silva Leitão de Almeida, escritor y político portugués (f. 1854).
- 8 de febrero: John Lindley, botánico británico (f. 1865).
- 22 de marzo: Friedrich Argelander, astrónomo alemán (f. 1875).
- 20 de mayo: Honorato de Balzac, novelista francés (f. 1850).
- 26 de mayo: Felipe Poey, naturalista cubano (f. 1891).
- 6 de junio: Alejandro Pushkin, poeta ruso (f. 1837).
- 18 de junio: Prosper Ménière, médico francés (f. 1862).
- 1 de julio: William Oakes, botánico estadounidense (f. 1848).
- 8 de agosto: Aarón Castellanos, colonizador y militar argentino (f. 1880).
- 8 de septiembre: José María Córdova, militar colombiano.
- 11 de septiembre: Giuseppe Persiani, compositor italiano (f. 1869).
- 4 de octubre: Augustin Saint-Hilaire, botánico y viajero francés (f. 1853).
- 11 de octubre: Paula Montal, religiosa española (f. 1889).
- 21 de diciembre: David Don, botánico británico (f. 1841).
- 27 de diciembre: Serafín Estébanez Calderón, escritor español (f. 1867).
- 30 de diciembre: David Douglas, botánico y explorador británico (f. 1834).

## Fallecimientos

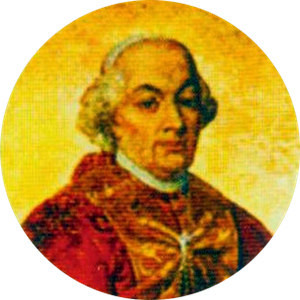
El papa Pío VI falleció el 29 de agosto.

- 9 de enero: Maria Gaetana Agnesi, matemática italiana (n. 1718).
- 6 de febrero: Étienne-Louis Boullée, arquitecto francés (n. 1728).
- 7 de marzo: Juan Pablo Forner, escritor español (n. 1756).
- 24 de febrero: Georg Christoph Lichtenberg, científico y escritor alemán (n. 1742).
- 11 de junio: Joaquín Toesca, arquitecto chileno de origen italiano (n. 1745).
- 29 de agosto: Pío VI, papa italiano.
- 6 de octubre: William Withering, médico y botánico británico (n. 1741).
- 11 de octubre: Gregorio José de Omaña y Sotomayor, obispo católico mexicano (n. 1739).
- 14 de diciembre: George Washington, militar, político y presidente estadounidense entre 1789 y 1797 (n. 1732).